# 不要摸我 (安德烈亚·德尔·萨尔托)

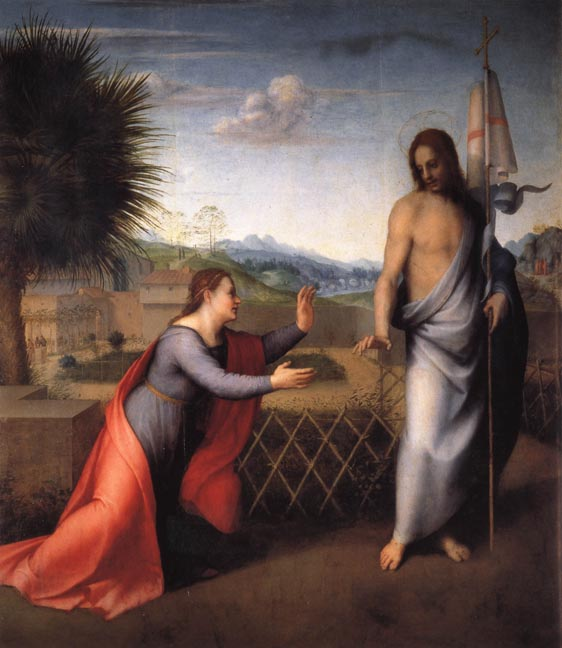
《不要摸我》

《不要摸我》（拉丁文：Noli me tangere）是意大利画家安德烈亚·德尔·萨尔托的一幅布面油画，绘制于1510 年。这幅画描绘了耶稣复活后，遇到抹大拉的马利亚。这幅画是他为佛罗伦萨的奥斯定会圣伽洛教堂（已毁于1529年围攻佛罗伦萨期间）创作的第一幅画，瓦萨里的《艺苑名人传》记录了这幅画，后来他又为同一座教堂创作了《圣伽洛圣母领报》和《三位一体的争论》。这幅画现藏于乌菲兹美术馆。 